# Yacopí
Yacopí è un comune della Colombia facente parte del dipartimento di Cundinamarca.
Il centro abitato venne fondato da José de Quesada nel 1666, mentre l'istituzione del comune è del 1857.